# Dolé (Makary)
Dolé (ou Dollé) est une localité du Cameroun située dans le département du Logone-et-Chari et la Région de l'Extrême-Nord, à proximité de la frontière avec le Nigeria. Elle fait partie de la commune de Makary et du canton d'Afade. 

## Population
Les habitants sont des Arabes choa. Entre 1976 et 1979 des affrontements meurtriers ont opposé populations arabes et forces de l'ordre. D'abord lié à la construction d'une école, le conflit symbolise la riposte des villageois arabes à l'exclusion du système éducatif dont ils sont victimes de la part du gouvernement du président Ahidjo.
Lors du recensement de 2005, on y a dénombré 443 personnes. 